# GOES-5
O GOES-5 (anteriormente chamado de GOES-E), foi um satélite Norte americano de pesquisas atmosféricas. Era operado pela NOAAe pela NASA, como parte do programa GOES. Lançado em 1981, ele foi usado para previsão do tempo nos Estados Unidos.

## O projeto

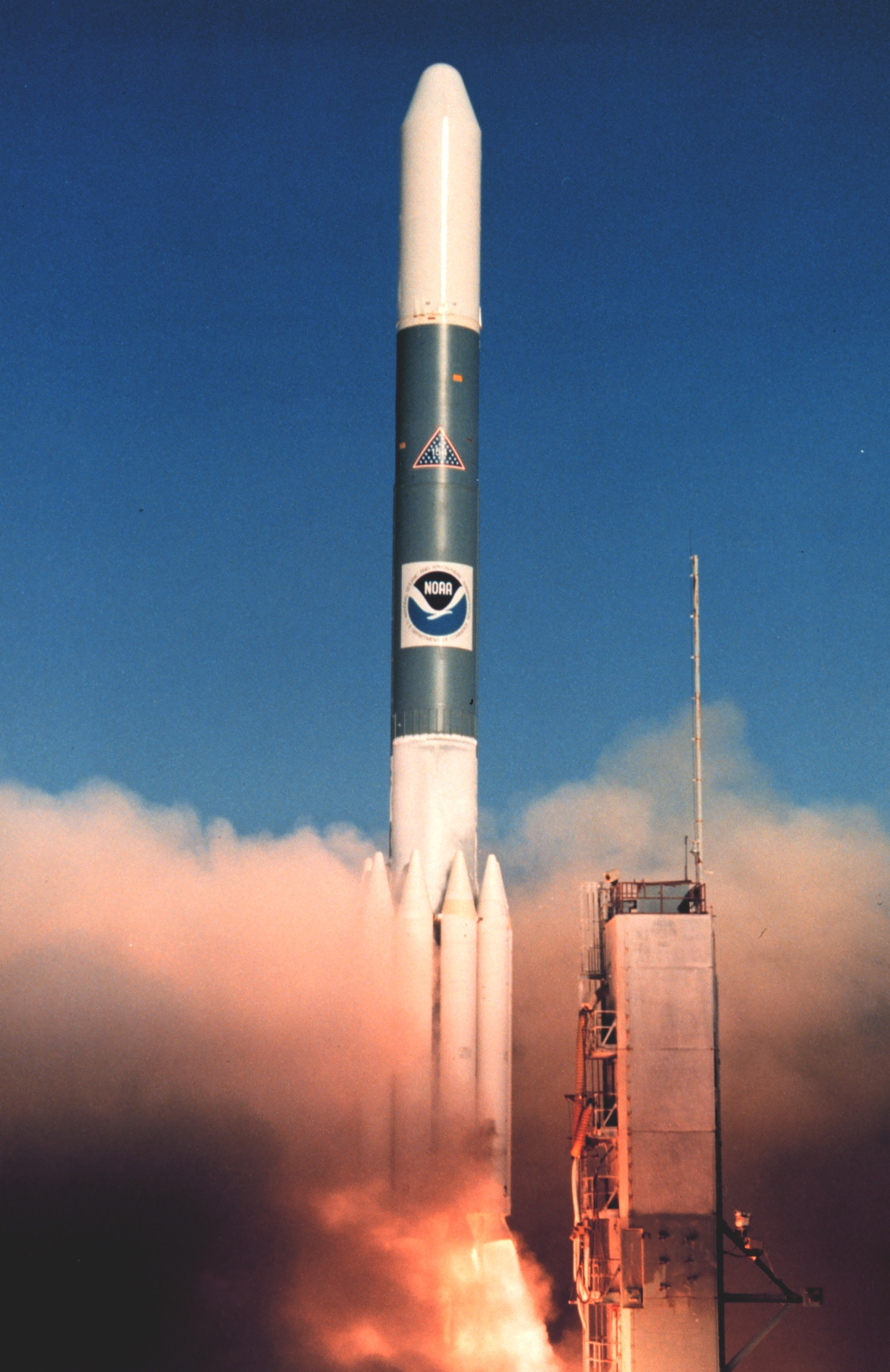
O satélite GOES-E sendo lançado por um Delta 3914.

O GOES 5 foi construído pela Hughes Space and Communications a pedido da NASA, baseado na plataforma de satélite HS-371. No seu lançamento a partir da Estação da Força Aérea de Cabo Canaveral, ele tinha uma massa de aproximadamente 660 quilos e com um tempo de vida operacional estimado em sete anos.

## A missão
Após a sua inserção em órbita geoestacionária, O GOES-5 foi brevemente colocado em uma longitude de 85 ° Oeste, no entanto até o final de 1981, ele havia sido transferido para 75 ° Oeste. Ele permaneceu lá até 1987, quando foi transferido a 106 ° Oeste. Em 1988 ele foi reposicionado para 65° Oeste, onde operou até 1989.

## Saída de serviço
O instrumento principal do GOES 5, o Visible Infrared Spin-Scan Radiometer ou VISSR, falhou em 1984. Ele foi finalmente substituido pelo seu "reserva" o GOES-H, em 1987 depois que o seu primeiro substituto pretendido, o GOES-G, falhou em atingir a órbita. O GOES-5 foi aposentado para uma órbita cemitério em 18 de Julho de 1990.